# Вересочь (Черниговская область)
Вересо́чь (укр. Вересоч) — село Куликовского района Черниговской области Украины, центр сельского совета. Население 676 человек.
Код КОАТУУ: 7422781001. Почтовый индекс: 16341. Телефонный код: +380 4643.
Название села склоняется как Вересочь, Вересочи.

## История
Поселение основано не позже 1654 года. В селе была Параскеевская церковь (в 1828 году священник Николай Яковлевич Бордонос и диакон Дмитрий Николаевич Сребницкий). Находилось в Дремайловской волости Нежинского уезда.

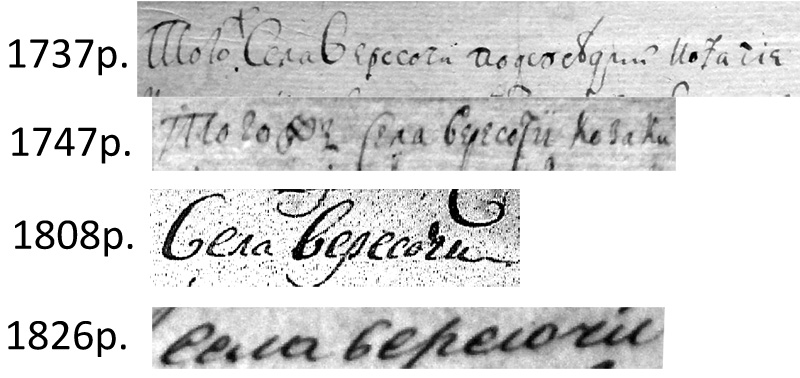
Вересочь сквозь столетия

Население:
| Годы      | 1897  | 1967  | 2001  |
| --------- | ----- | ----- | ----- |
| Население | 3 005 | 2 264 | 1 121 |

## Власть
Орган местного самоуправления — Вересочский сельский совет. Почтовый адрес: 16341, Черниговская обл., Куликовский р-н, с. Вересочь, ул. Победы 36.
Вересочcкому сельскому совету, кроме села Вересочь, подчинено село Весёлое.

## Транспорт
Станция Вересочь расположена на электрифицированном участке Чернигов — Нежин Юго-Западной железной дороги.

## Галерея

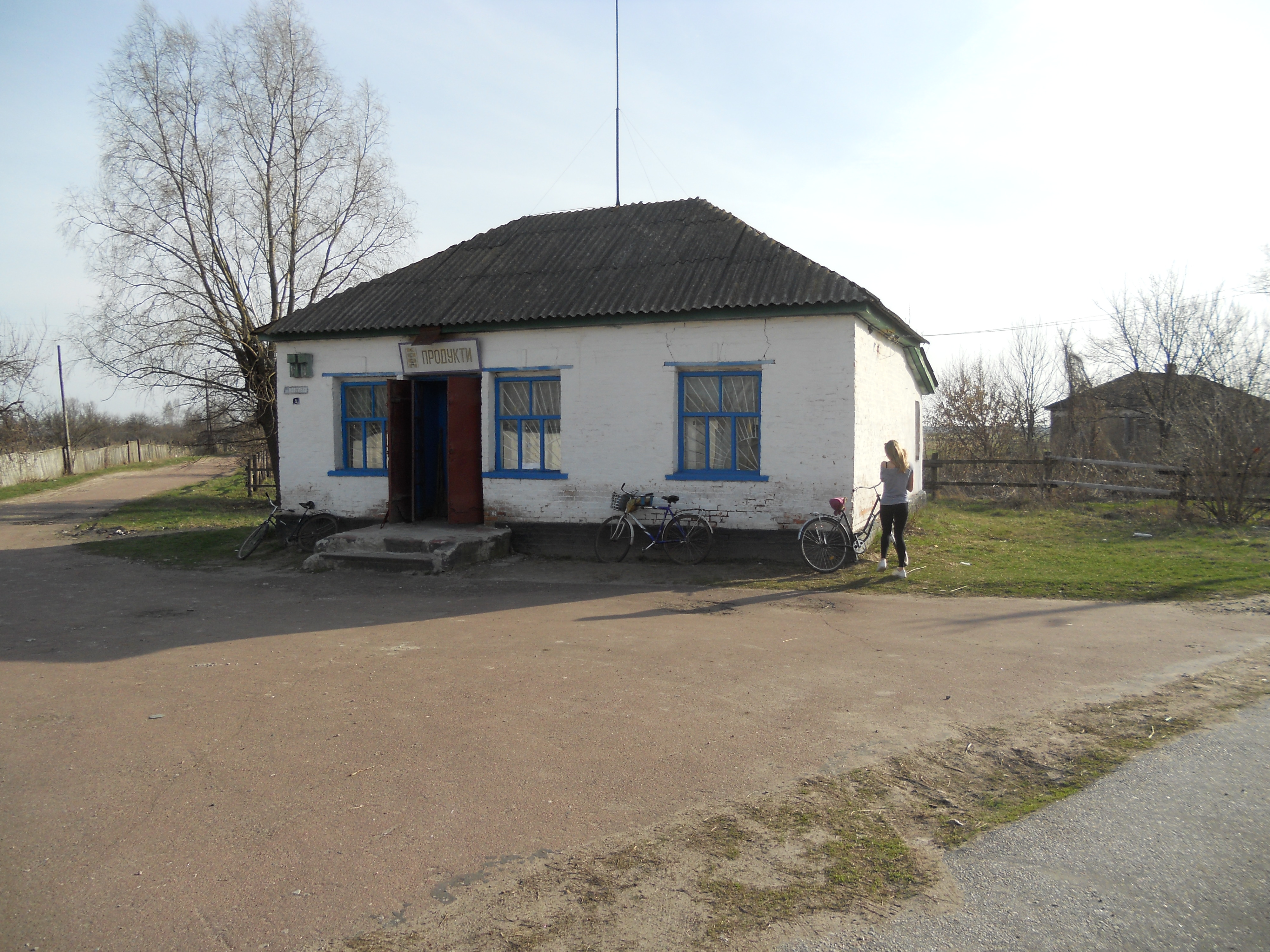
магазинчик
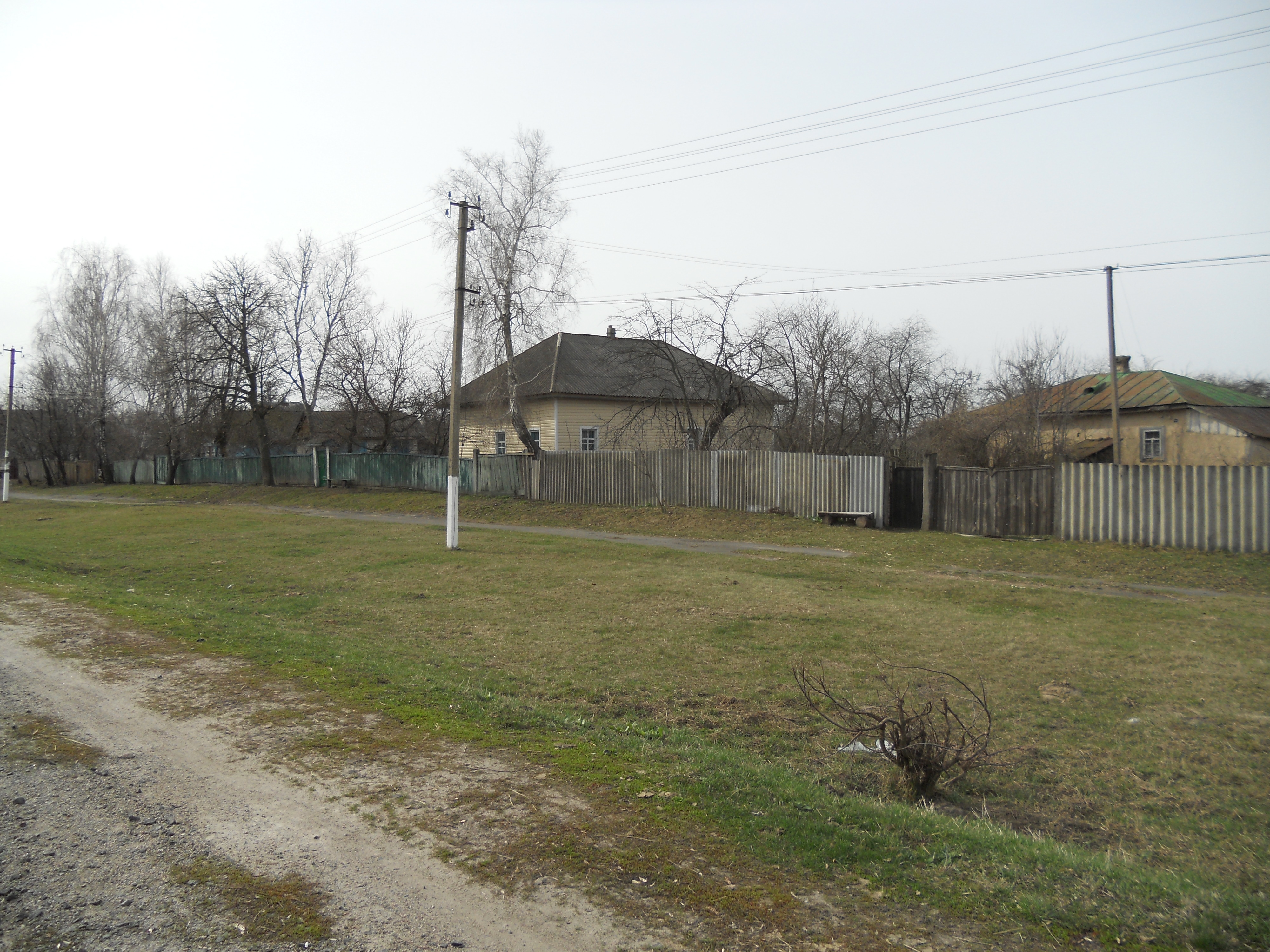
типовая улица
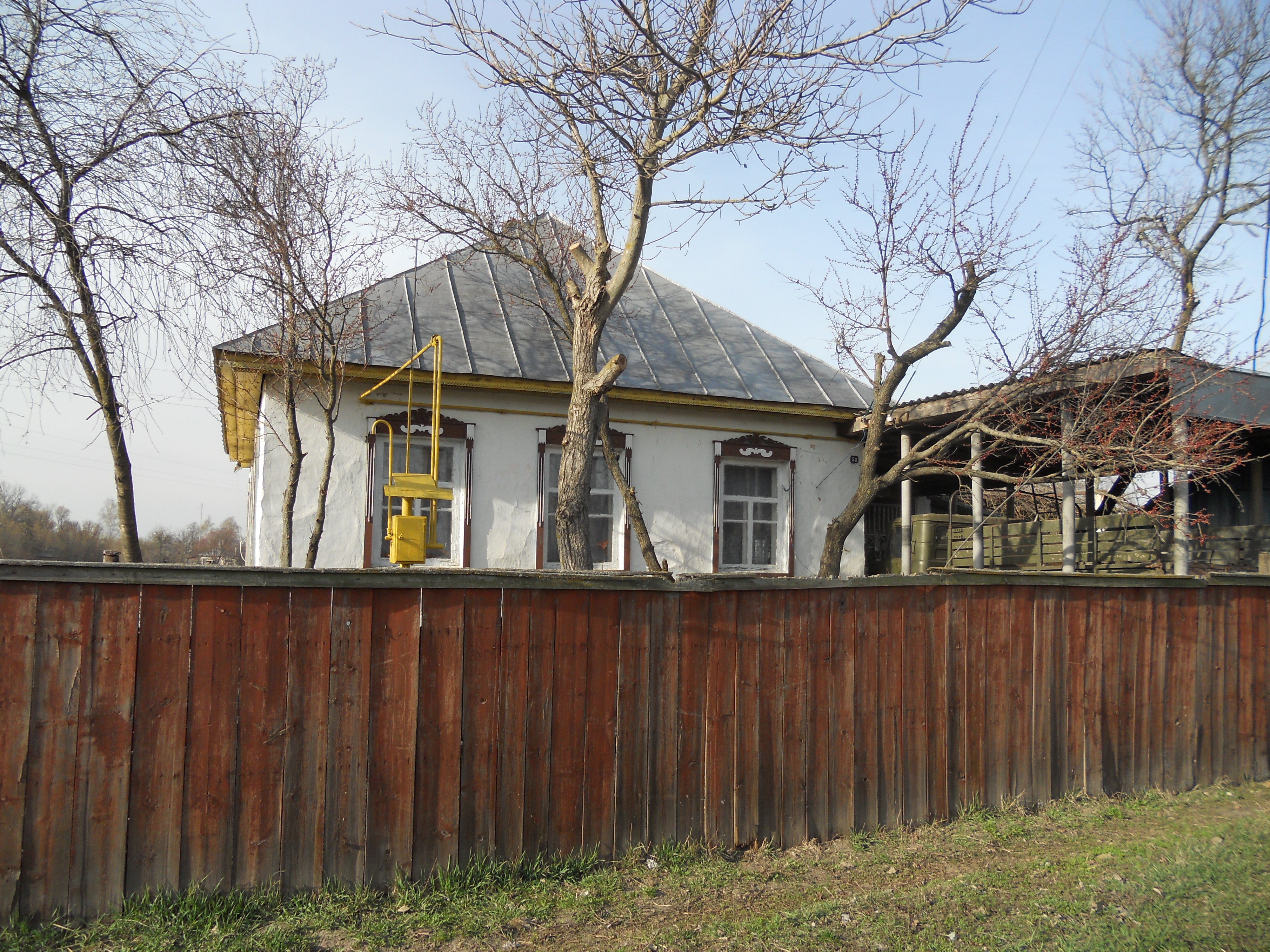
типовая улица
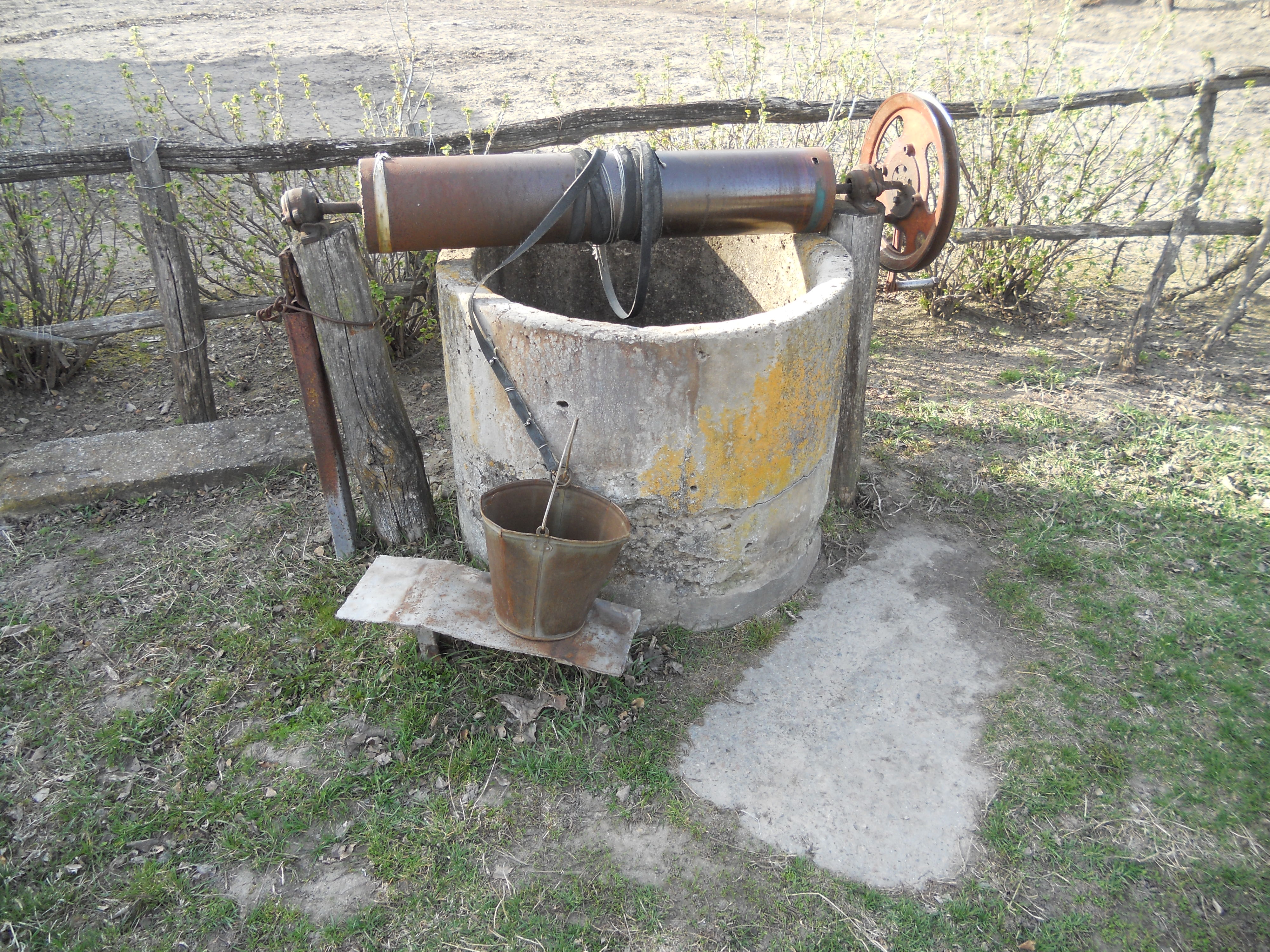
колодец
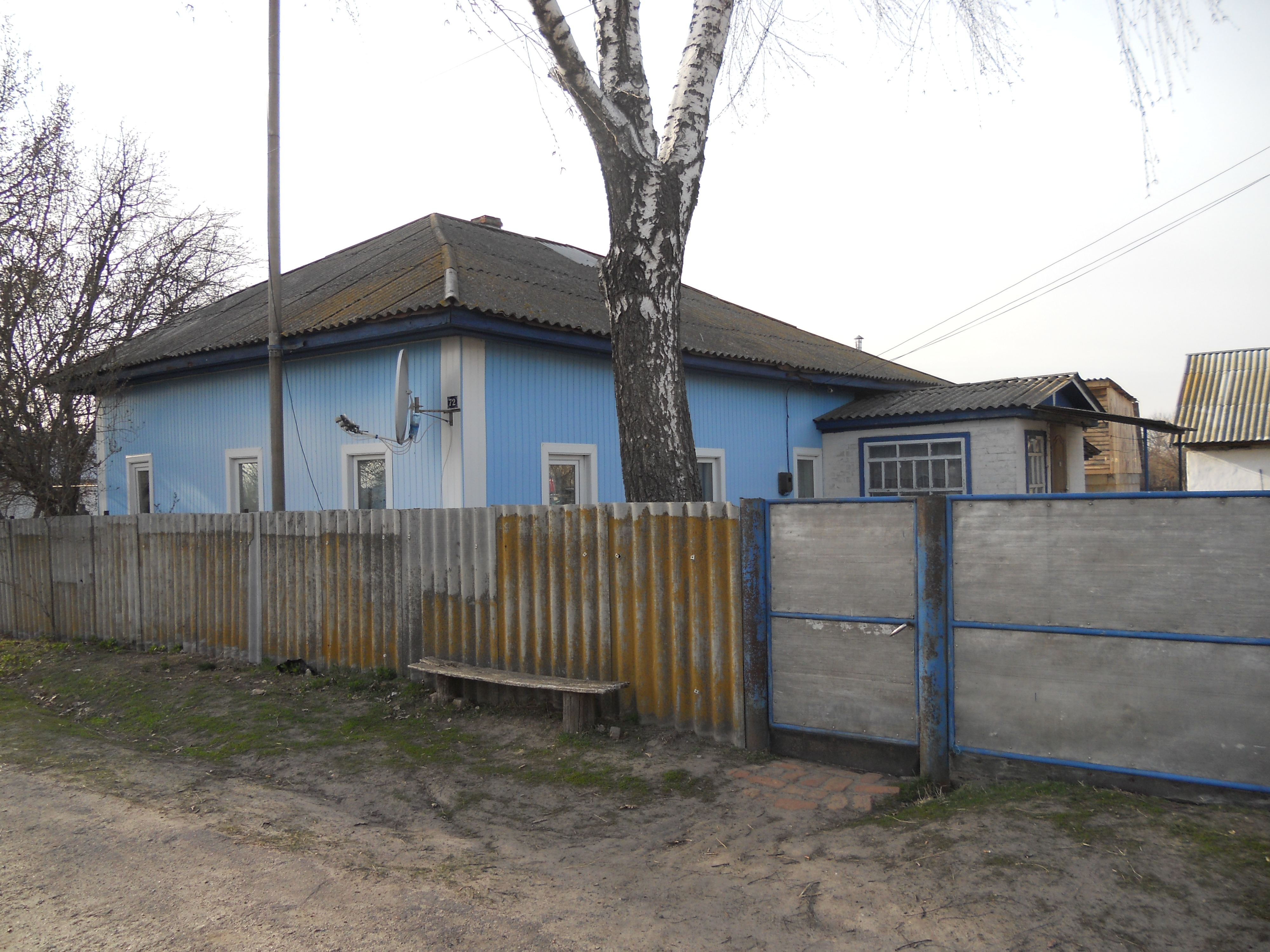
типовая улица
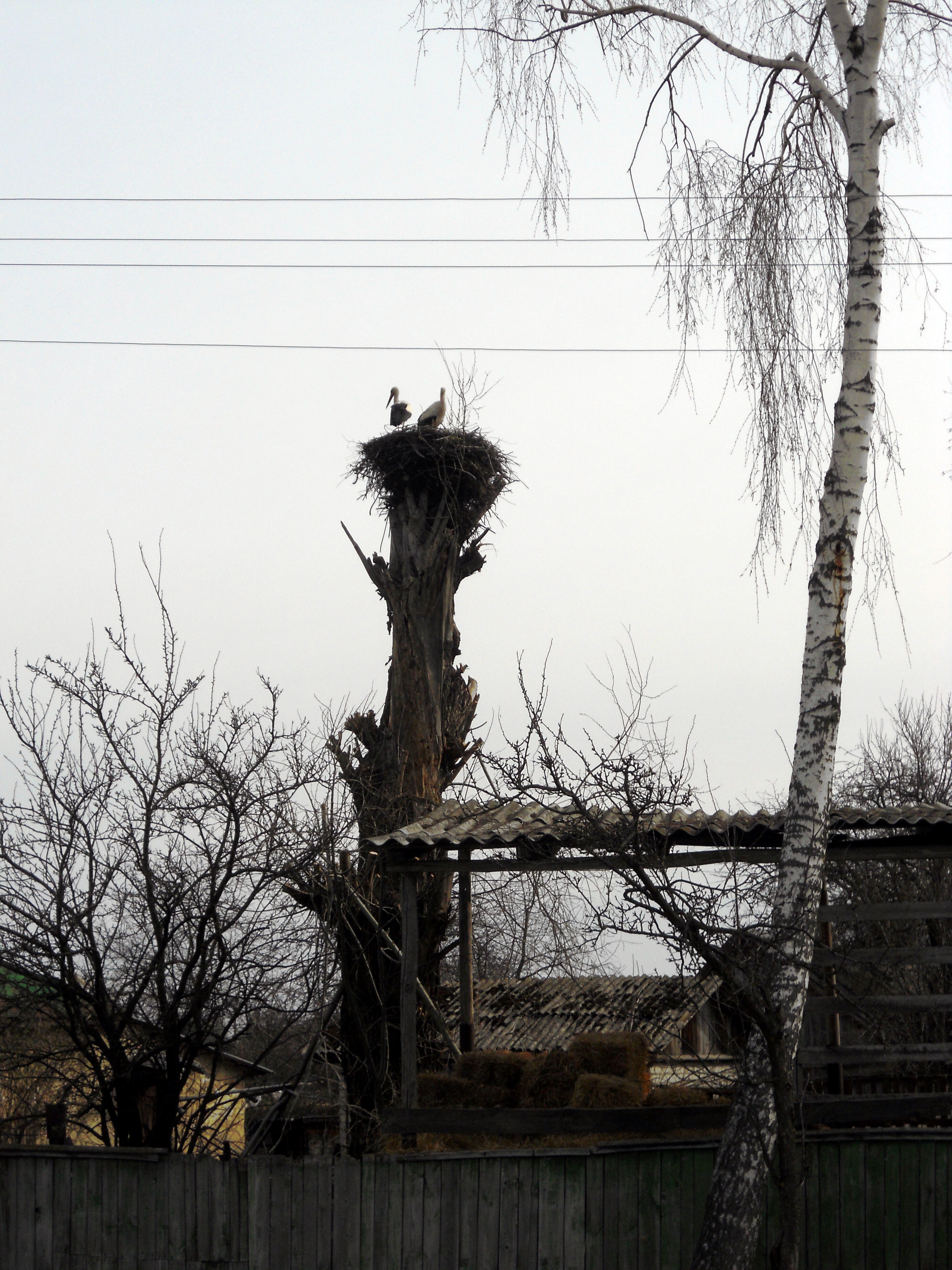
гнездо журавля